# Pseudochthonius olegario
Espèce
Pseudochthonius olegario est une espèce de pseudoscorpions de la famille des Chthoniidae.

## Distribution
Cette espèce est endémique du Minas Gerais au Brésil. Elle se rencontre à Presidente Olegário dans la grotte Lapa Zé de Sidinei.

## Description
Le mâle holotype mesure 1,20 mm et les femelles paratypes 1,58 mm et 1,60 mm.

## Étymologie
Son nom d'espèce lui a été donné en référence au lieu de sa découverte, Presidente Olegário.

## Publication originale
- Schimonsky, Gallão & Bichuette, 2022 : « A new troglobitic Pseudochthonius (Pseudoscorpiones: Chthoniidae) from Minas Gerais State, south-east Brazil. » Arachnology, vol. 19, no 1, p. 38–46.